# Tenthredo baetica dominiquei
Tenthredo baetica dominiquei é uma subespécie de insetos himenópteros, mais especificamente de moscas-serra pertencente à família Tenthredinidae.
A autoridade científica da subespécie é Konow, tendo sido descrita no ano de 1894.
Trata-se de uma subespécie presente no território português.